# Зеринтия испанская
Зеринтия испанская (Zerynthia rumina) — дневная бабочка семейства Парусники.

## Описание
Самки крупнее самцов. Основной тон крыльев жёлтый с чёрными полосами и красными пятнами, размер и наличие которых может варьировать. На крыльях проходят зигзагообразные линии, изнутри граничащие с рядами крупных красных пятен. На заднем крыле в дискальной ячейке — крупное чёрное овальное пятно, рассечённое 3—4 светлыми линиями

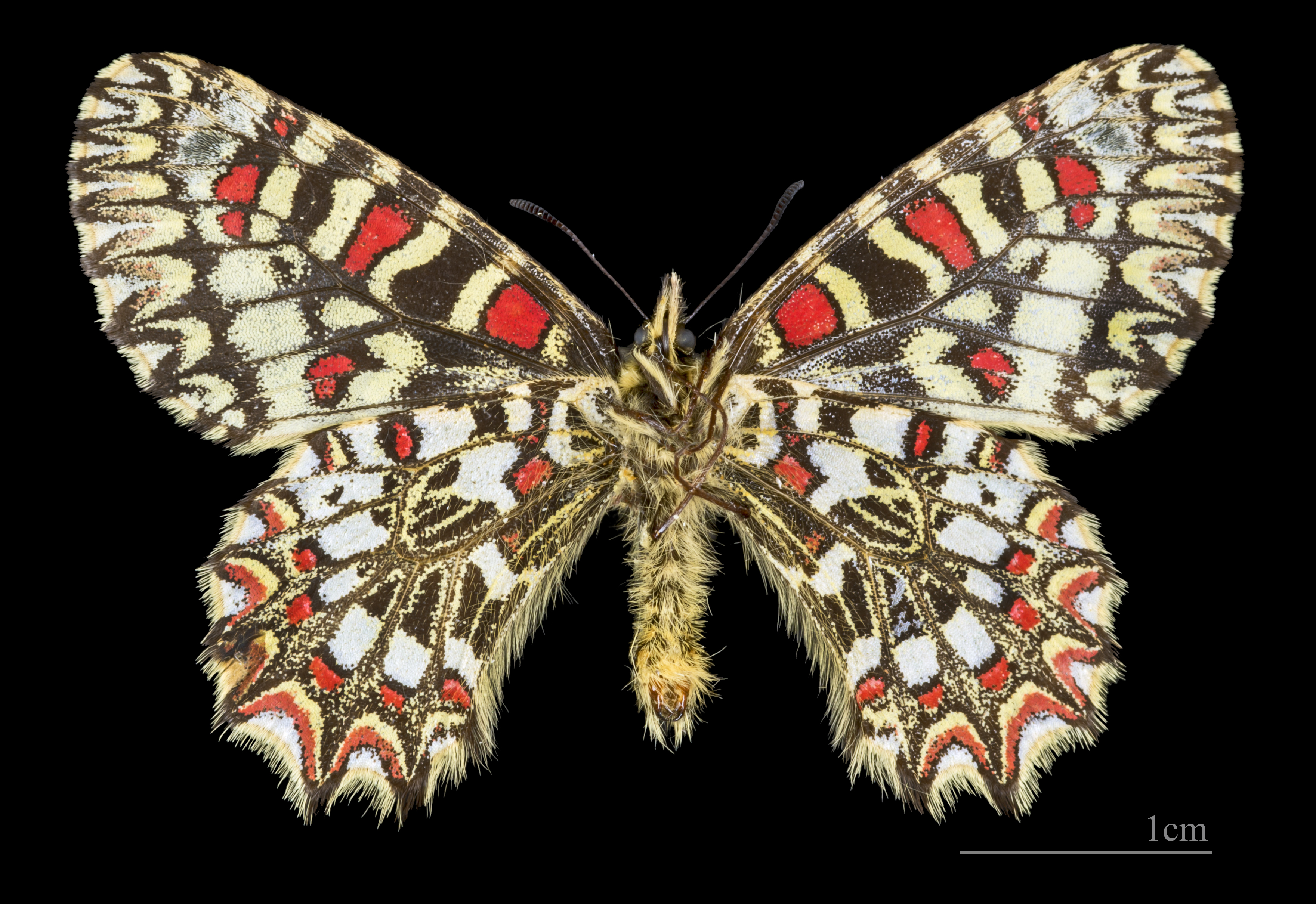
♂ △
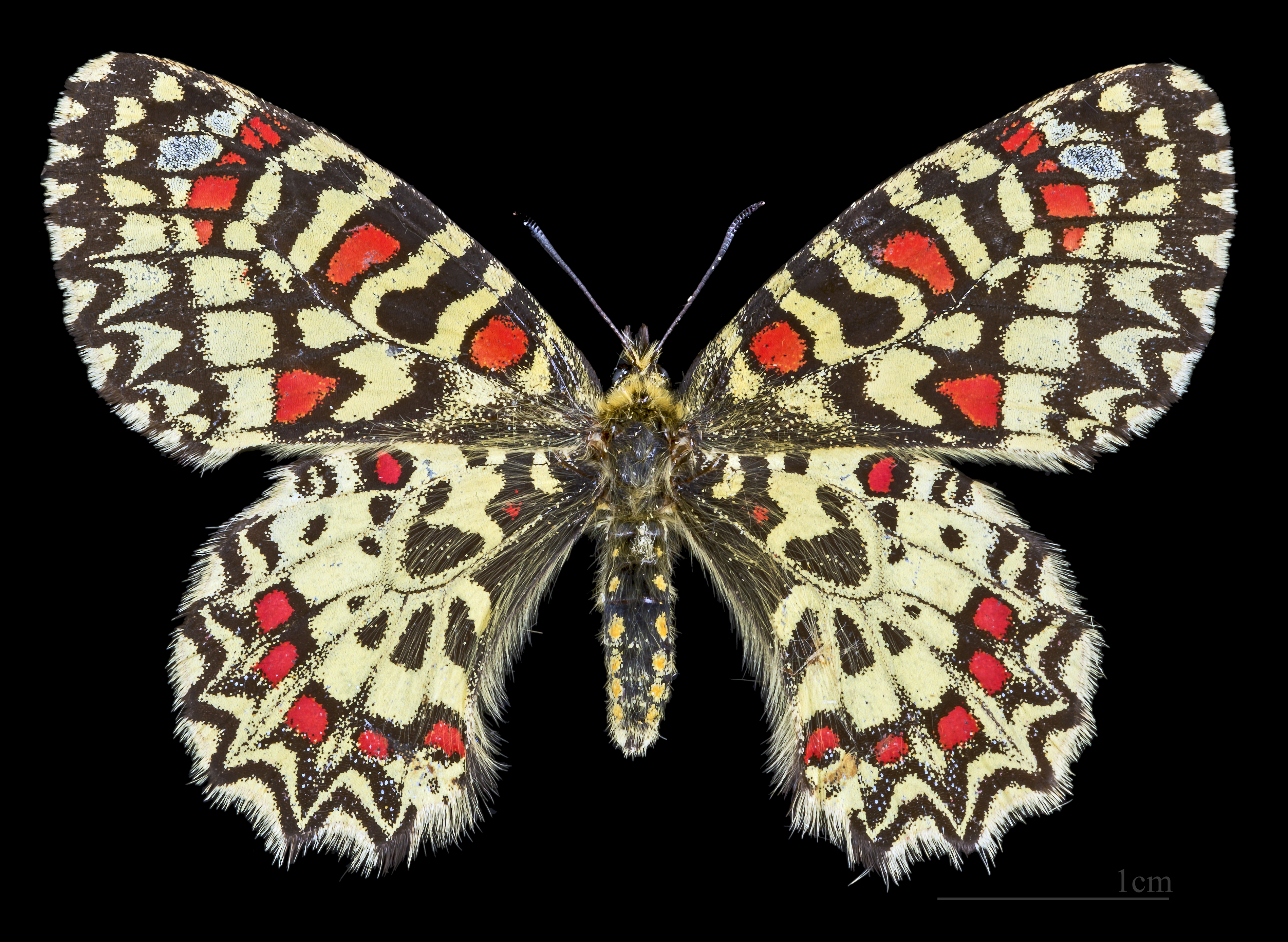
♀
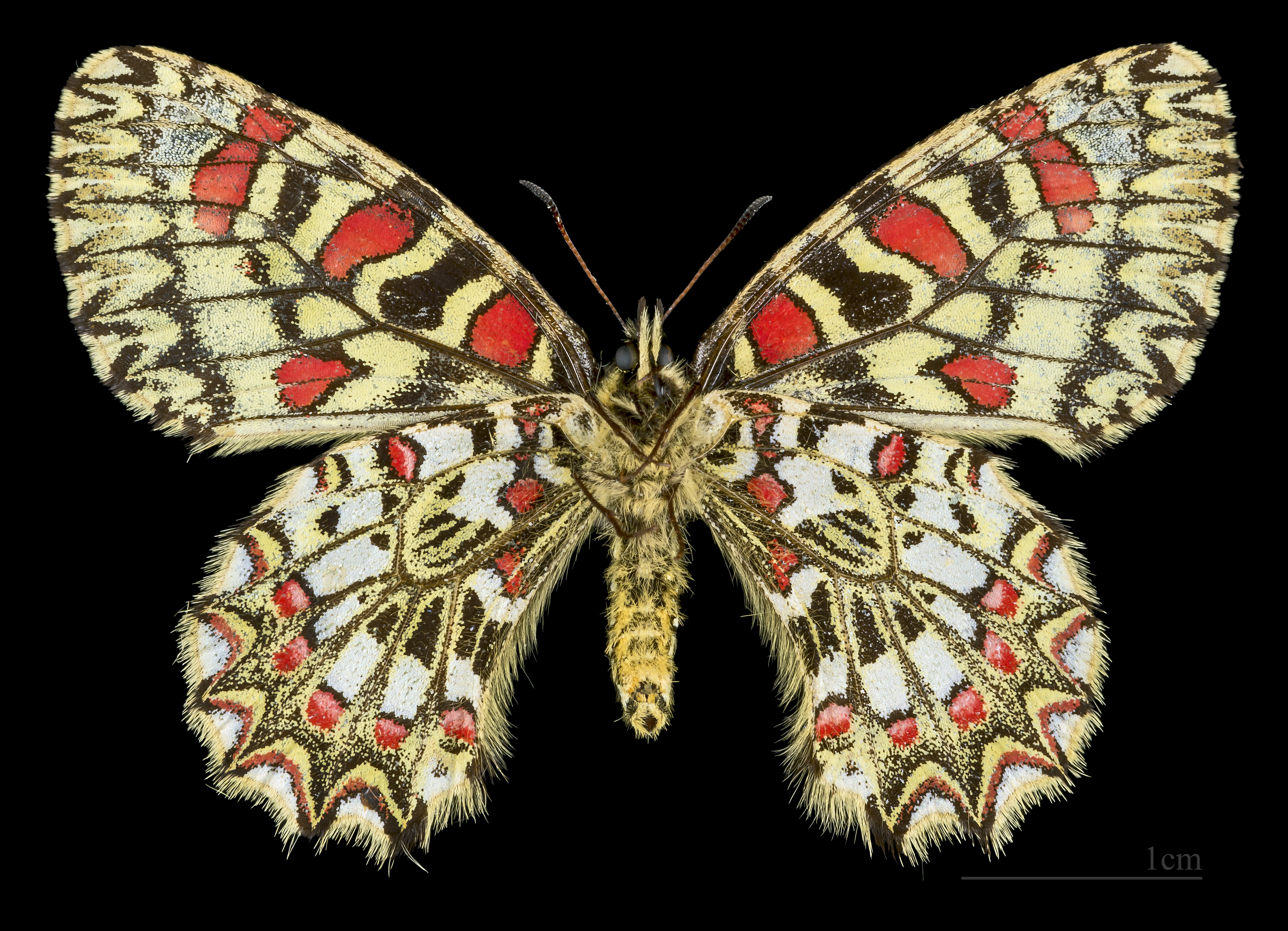
♀ △

## Ареал и местообитание
Северная Африка (Марокко, Алжир), юг Франции, Италия и Испания. В Западном Средиземноморье её ареал простирается от Бриансона через Ривьеру до Испании и Португалии. Приурочена к горным и холмистый участкам побережья.

## Биология
Время лёта с апреля по май. Возможно неполное второе поколение в сентябре. Кормовые растения гусениц — Aristolochiaceae. Зимует куколка. 